# ساپورا انرژی
ساپورا انرژی (انگلیسی: Sapura Energy) شرکت خدمات نفت مالزیایی است، که در سال ۲۰۱۲ تأسیس شد.